# Albert King
Albert King, pseudonimo di Albert Nelson (Indianola, 25 aprile 1923 – Memphis, 21 dicembre 1992), è stato un chitarrista e cantante statunitense di blues.

## Biografia
Colui che sarebbe diventato uno dei "tre re della chitarra Blues" (insieme a B.B. King e Freddie King) nacque il 25 aprile del 1923 a Indianola, nel Mississippi. Suo padre, catechista, abbandonò moglie e figli quando Albert aveva soltanto cinque anni. Cresciuto in una famiglia che oltre a lui comprendeva altri dodici tra fratelli e sorelle, durante la sua infanzia cantò nel coro gospel della chiesa locale. Cominciò a suonare la chitarra quando si trasferì in una piantagione di cotone dell'Arkansas, costruendosi rudimentali strumenti a corde. Nel 1939 gli fu regalata la sua prima chitarra con la quale, dopo il lavoro, girovagava per club e balere di strada.
La prima band con la quale iniziò a suonare fu la Yancery's Band, nella quale rivestiva il ruolo di chitarrista ritmico. Quando si trovava a Osceola, in Arkansas, King decise di formare il proprio primo gruppo, i In The Groove Boys, dando il via così alla sua carriera di musicista professionista: fu in questo momento che adottò il nome artistico di Albert King. Come molti altri musicisti, si trasferì nel nord degli Stati Uniti in cerca di maggiori opportunità di carriera. A Chicago suonò la batteria nel gruppo di Jimmy Reed. La chitarra elettrica divenne però il proprio strumento; in particolare la sua preferita per anni è stata una Gibson Flying V, che ribattezzò Lucy.
Sebbene fosse mancino, King suonava chitarre da destrimano (più economicamente abbordabili) rovesciandole, come fatto anche da altri musicisti (come Jimi Hendrix), ma non invertiva l'ordine delle corde, disponendo quindi dall'alto verso il basso Mi cantino, Si, Sol, Re, La, Mi. Il suo particolare stile di esecuzione era caratterizzato da frequenti bending e da un fraseggio lento e sofferto. Ha influenzato profondamente lo stile di molti chitarristi delle generazioni successive, fra i quali: Jimi Hendrix, Eric Clapton, Gary Moore, Mike Bloomfield, Stevie Ray Vaughan, Angus Young e John Mayer.
Morì il 21 dicembre 1992 a Memphis, Tennessee, a causa di un attacco cardiaco. È stato sepolto nel Cimitero dei Giardini del Paradiso di Edmondson, Arkansas.

## Discografia

### Album in studio
- 1963 - The Big Blues (King Records, 852) pubblicato anche con il titolo di Travelin' to California
- 1967 - Born Under a Bad Sign (Stax Records, ST/STS-3009)
- 1969 - Years Gone By (Stax Records, STS-2010)
- 1969 - Jammed Together (Stax Records, STS-2020) con Steve Cropper e Pop Staples
- 1970 - Blues for Elvis - King Does the King's Things (Stax Records, STS-2015) pubblicato anche con il titolo di Blues for Elvis
- 1971 - Lovejoy (Stax Records, STS-2040)
- 1972 - I'll Play the Blues for You (Stax Records, STS-3009)
- 1974 - I Wanna Get Funky (Stax Records, STS-5505)
- 1976 - Albert (Utopia Records, BUL1-1731)
- 1976 - Truckload of Lovin' (Utopia Records, BUL1-1387)
- 1977 - The Pinch (Stax Records, STX-4101) pubblicato anche con il titolo di The Blues Don't Change
- 1978 - King Albert (Tomato Records, TOM-6002)
- 1979 - New Orleans Heat (Tomato Records, TOM-7022)
- 1981 - Blues for Elvis (Stax Records, MPS-8504)
- 1983 - San Francisco '83 (Fantasy Records, 9627) pubblicato anche con il titolo Cosscut Saw - Albert King in San Francisco
- 1984 - I'm in a Phone Booth, Baby (Fantasy Records, 9633)
- 1986 - The Lost Session (Stax Records, MPS-8534)
- 1999 - In Session (Stax Records, SCD-7501-2)

### Live
- 1968 - Live Wire/Blues Power (Stax Records, STS-2003)
- 1977 - Live Blues (Utopia Records, CUL2-2205) 2 LP
- 1988 - Blues at Sunrise (Stax Records, MPS-8546)
- 1989 - Live (Rhino Records, R271622)
- 1990 - Soquel, California 1989 (Music for All Records, AK2312-14IM)
- 1990 - Wednesday Night in San Francisco (Stax Records, MPS-8556)
- 1990 - Thursday Night in San Francisco (Stax Records, MPS-8557)
- 1993 - Blues at Sunset (Stax Records, SCD 8581-2)
- 1995 - Live in Canada (Charly Records, CBL 755)
- 2003 - Live 69 (Tomato Records, TOM 2068)
- 2003 - Talkin' Blues (Thirsty Ear Records, THI57129.2)
- 2014 - Live in the 70s (RockBeat Records, ROC-CD-3245)
- 2015 - Live at the Fabulous Forum! 1972 (RockBeat Records, ROC-CD-3324)

### Raccolte
- 1969 - King of the Blues Guitar (Atlantic Records, SD 8213)
- 1971 - This Is Albert King (Stax Records, 2325 057)
- 1982 - Masterworks (Atlantic/Deluxe Records, AD 2-4002)
- 1984 - Laundromat Blues (Edsel Records, Ed 130)
- 1986 - The Best of Albert King (Stax Records, FCD-60-005)
- 1988 - The Great King Albert (Tomato Records, 2696031)
- 1988 - I'll Play the Blues for You: The Best of Albert King (Stax Records, SX 007)
- 1989 - Let's Have a Natural Ball (Modern Blues Recordings, MBLP-723)
- 1991 - Red House (Essential Records, ESSLP 147)
- 1992 - So Many Roads (Charly R&B Records, CD BM 2)
- 1992 - Albert King (Stax Records, CDDEA 2277)
- 1992 - So Many Roads: Charly Blues Masterworks Vol. 2 (Zafiro Records, 30100BM2)
- 1993 - Mean, Mean Blues (Highland Music Records, KBCD-471)
- 1993 - The Ultimate Collection (Rhino Entertainment Company records, R2 71268) 2 CD
- 1994 - Funky London (Stax records, SCD 8586-2)
- 1994 - Blues Power (Orbis Records, BLU NC 026)
- 1995 - Hard Bargain (Stax Records, SCD 8594-2)
- 1996 - Jazz & Blues Collection (Charly records, WIS CD 679)
- 1997 - The Masters (Eagle Records, EAB CD 074)
- 1997 - Blues at Sunrise (Blues Encore Records, CD 52034)
- 1998 - Albert King (Warner Music France Records, WE 889)
- 1998 - The Best of Albert King (Stax Records, CDSXK 122)
- 1998 - The Best of Albert King (Music Brokers Records, MBB 5149)
- 1999 - Blues Power (Stax Records, RSPCD-53317-2)
- 1999 - A Truckload of Lovin': The Best Of (Snapper Music Ltd. Records, SMCD 186) 2 CD
- 1999 - Blues Masters: The Very Best of Albert King (Rhino Records, R2 75703)
- 2001 - The Legends Collection: The Albert King Collection Volume One (Dressed to Kill Records, onepak600)
- 2001 - The Legends Collection: The Albert King Collection Volume Two (Dressed to Kill Records, onepak610)
- 2001 - More Big Blues (Ace Records, CDCHD 827)
- 2006 - Stax Profiles (Stax Records, STAX0025218862226)
- 2007 - The Very Best of Albert King (Stax Records, STXCD-30296)
- 2007 - The Heat of Albert King (Music Avenue Records, 250162) 2 CD
- 2009 - Charly Blues Masterworks Volume 08: Albert King (Charly Records, CBMCD008)
- 2012 - Bad Luck Blues (Blues Boulevard Records, 250321)

### Split
- 1969 - Door to Door (Chess Records, LPS 1538) Albert King / Otis Rush
- 1975 - Montreux Festival (Stax Records, STS-5520) Albert King / Chico Hamilton / Little Milton
- 1979 - Chronicle (Stax Records, STX-4123) Albert King / Little Milton
- 2002 - Blue on Blues (Fuel 2000 Records, 302 061 186 2) Albert King / Freddie King

## Curiosità
Nella puntata del 18 marzo 2001 di Chi vuol essere miliardario?, Francesca Cinelli vinse un miliardo di lire rispondendo ad una domanda che chiedeva quale fosse la professione di Albert King.